# Charlotte Goodding Reeder
Charlotte Goodding Reeder ( * 1916 - 8 de febrero de 2009 ) fue una botánica estadounidense. Fue curadora en el "Rocky Mountain Herbarium" de la Universidad de Wyoming.

## Algunas publicaciones
- 1949. Muhlenbergia minutissima (Steud.) Swallen and its allies

## Honores

### Epónimos

#### Géneros
- (Poaceae) Reederochloa Soderstr. & H.F.Decker[2]

#### Especies
- (Poaceae) Axonopus reederi  G.A.Black[3]
- (Thelypteridaceae) Cyclosorus reederi  Copel.[4]
- (Thelypteridaceae) Thelypteris reederi (Copel.) C.F.Reed[5]

- La abreviatura «C.Reeder» se emplea para indicar a Charlotte Goodding Reeder como autoridad en la descripción y clasificación científica de los vegetales.[6]